# Danielle Page
Danielle Page (Colorado Springs, 14 de novembro de 1986) é uma basquetebolista profissional estadunidense naturalizada sérvia, medalhista olímpica.

## Carreira
Danielle Page integrou Seleção Sérvia de Basquetebol Feminino, na Rio 2016, conquistando a medalha de bronze.